# Orbe (fiume)
L'Orbe (in arpitano Orba) è un fiume del bacino del Reno che nasce in Francia, scorre in Svizzera e si getta nell'Aar. Nel suo percorso inferiore prende il nome di Thièle o di Thielle (in tedesco Zihl).

## Percorso
L'Orbe nasce nei pressi del comune francese di Les Rousses e, poco dopo, forma il lago dei Rousses. Entrando in territorio svizzero forma il lago di Joux e, dopo un percorso sotterraneo naturale di 4 km, riappare a Vallorbe, ed entra in un lago formato dalla diga di Les Clées. 
Poco dopo il comune di Orbe prende il nome di Thielle, attraversa Yverdon-les-Bains e si getta nel Lago di Neuchâtel. Dal Lago di Neuchâtel riemerge con il canale della Thielle, canale che lo conduce al lago di Bienna. Qui incontra il fiume Aar, principale immissario ed emissario del lago di Bienna.

## Affluenti
- Ruscello degli Epoisats
- La Jougnena
- Il Talent
- Il Broye che incontra l'Orbe nel lago di Neuchâtel.

## Curiosità
Lungo le rive di questo fiume si svolgono le vicende narrate nel balletto Palmina ossia la figlia del torrente ispirato all'opera di Tullio Dandolo la Svizzera Pittoresca.